# Ключевое (Акмолинская область)
Ключево́е (каз. Ключевое) — село в Бурабайском районе Акмолинской области Казахстана. Входит в состав Катаркольского сельского округа. Код КАТО — 117057300.

## География
Село расположено северо-восточной части района, на расстоянии примерно 6 километров (по прямой) к востоку от административного центра района — города Щучинск, в 9 километрах к юго-западу от административного центра сельского округа — села Катарколь.
Абсолютная высота — 452 метров над уровнем моря.
Ближайшие населённые пункты: село Катарколь — на востоке, город Щучинск — на западе.

## Население
В 1989 году население села составляло 109 человек (из них русские — 50%).
В 1999 году население села составляло 93 человека (54 мужчины и 39 женщин). По данным переписи 2009 года, в селе проживали 53 человека (28 мужчин и 25 женщин).
| Численность населения | Численность населения | Численность населения |
| 1989                  | 1999                  | 2009                  |
| --------------------- | --------------------- | --------------------- |
| 109                   | ↘93                   | ↘53                   |

## Улицы[5]
- ул. Бейбитшилик
- ул. Орман